# Clayton, West Sussex
Clayton är en by i civil parish Hassocks, i distriktet Mid Sussex, i grevskapet West Sussex i England. Byn är belägen 10 km från Brighton. Clayton var en civil parish fram till 2000 när blev den en del av Hassocks, Burgess Hill och Pyecombe. Civil parish hade 1 548 invånare år 1961. Byn nämndes i Domedagsboken (Domesday Book) år 1086, och kallades då Claitune.